# Rocher du Topographe
Der Rocher du Topographe (französisch für Topograffelsen) ist ein 25 m hoher Felsvorsprung im Géologie-Archipel vor der Küste des ostantarktischen Adélielands. Der Felsen ragt am nordwestlichen Ende des Cap André Prud’homme auf.
Französische Wissenschaftler benannten ihn 1964.